# LC obvod
LC obvod je složen z cívky a kondenzátoru. Obvod může být zapojen jak sériově tak paralelně.
Chování se liší podle použití stejnosměrného, nebo střídavého proudu. U střídavého proudu se uplatňuje impedance obou součástek a dochází k rezonanci, při níž prudce vzroste amplituda proudu – viz rezonanční obvod.